# Bahnhof Hekinan
Der Bahnhof Hekinan (jap. 碧南駅, Hekinan-eki) ist ein Bahnhof auf der japanischen Insel Honshū. Er wird von der Bahngesellschaft Meitetsu (Nagoya Tetsudō) betrieben und befindet sich in der Präfektur Aichi auf dem Gebiet der Stadt Hekinan südöstlich von Nagoya.

## Verbindungen
Hekinan ist seit 2004 die südliche Endstation der Meitetsu Mikawa-Linie und ein früherer Trennungsbahnhof. Von hier aus verkehren Lokalzüge im Viertelstundentakt über Kariya nach Chiryū; dort bestehen Anschlüsse an Schnell- und Eilzüge nach Nagoya und Toyohashi. An den Bushaltestellen vor dem Haupteingang hält je eine Buslinie der Gesellschaften Friend Bus und Kurukuru Bus. Erstere betreibt den Schienenersatzverkehr für den stillgelegten Abschnitt der Mikawa-Linie nach Kira Yoshida, letztere eine Stadtbuslinie.

## Anlage
Der Bahnhof steht im zentralen Stadtteil Nakamachi. Sehenswürdigkeiten in der Nähe sind das Hekinan Seaside Aquarium und der Myōfukuji-Tempel. Die Anlage ist von Norden nach Süden ausgerichtet und umfasst vier Gleise, von denen zwei dem Personenverkehr dienen. Diese liegen an einem teilweise überdachten Mittelbahnsteig. Während das westlichste Gleis stumpf endet, führt das zweite Bahnsteiggleis noch etwa hundert Meter weiter südlich; hinzu kommen zwei Abstellgleise an der Ostseite. Deshalb kann Hekinan sowohl als Kopfbahnhof als auch als Durchgangsbahnhof bezeichnet werden. Vom Kopfende des Bahnsteigs aus kann das Empfangsgebäude an der Westseite erreicht werden. Trotz des Status als Endstation ist der Bahnhof nicht mit Personal besetzt und wird von Chiryū aus ferngesteuert.
Die stillgelegte Trasse in Richtung Kira Yoshida wurde auf dem Stadtgebiet von Hekinan zu einem Fuß- und Radweg umgestaltet, der den Namen Hekinan Rail Park trägt und auf dem der frühere Verlauf der Schienen markiert ist. Etwa dreihundert Meter südlich des Bahnhofs zweigte die kurze Ōhamaguchi-Zweiglinie ab, die zu einem Schiffsanleger führte und dem Güterumschlag diente. In Betrieb war sie von 1915 bis 1946.
Im Fiskaljahr 2019 nutzten durchschnittlich 4031 Fahrgäste täglich den Bahnhof.

## Gleise
| 1/2 | ▉ Meitetsu Mikawa-LInie | Kariya • Chiryū |

## Bilder

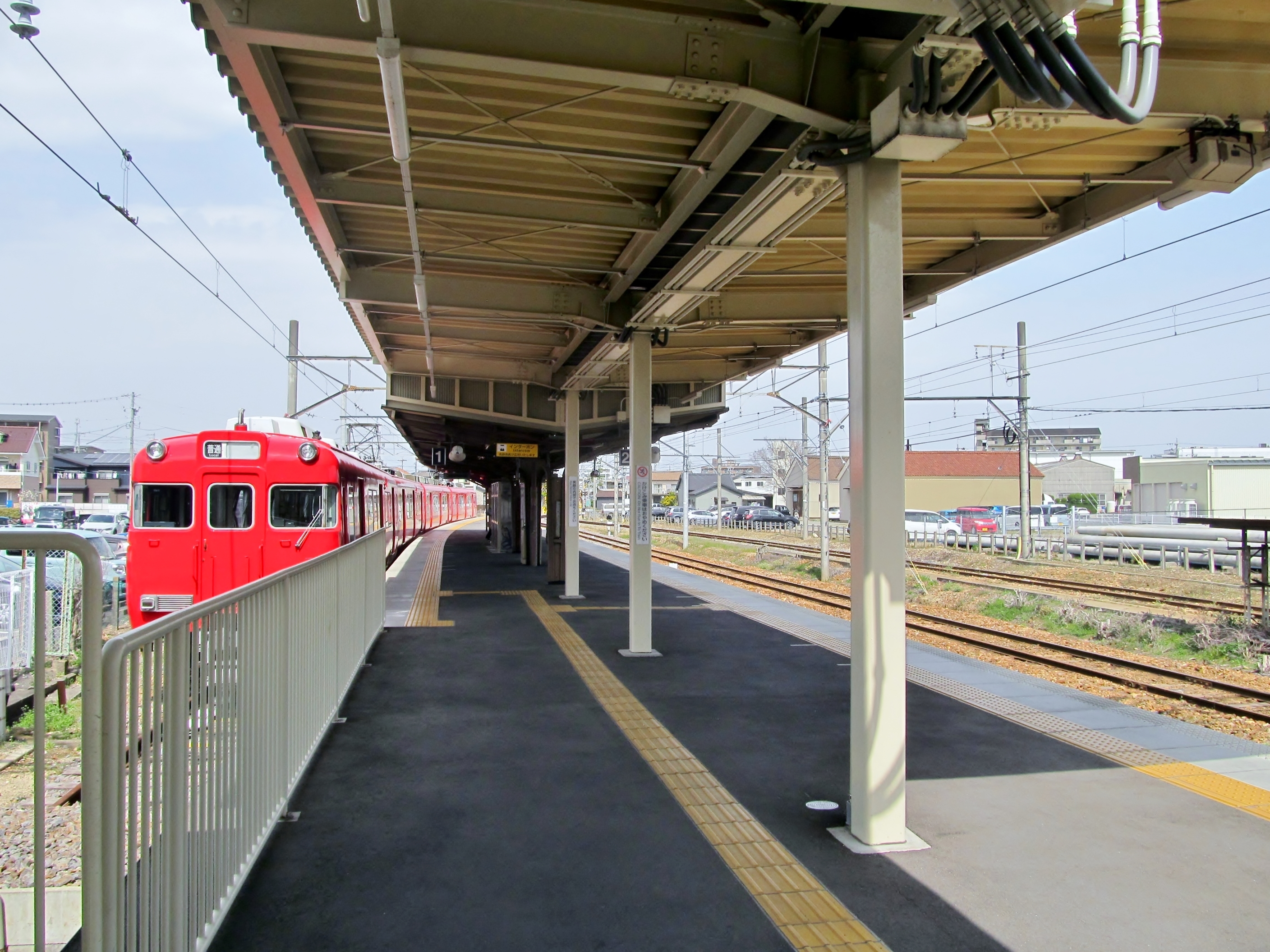
Bahnsteig
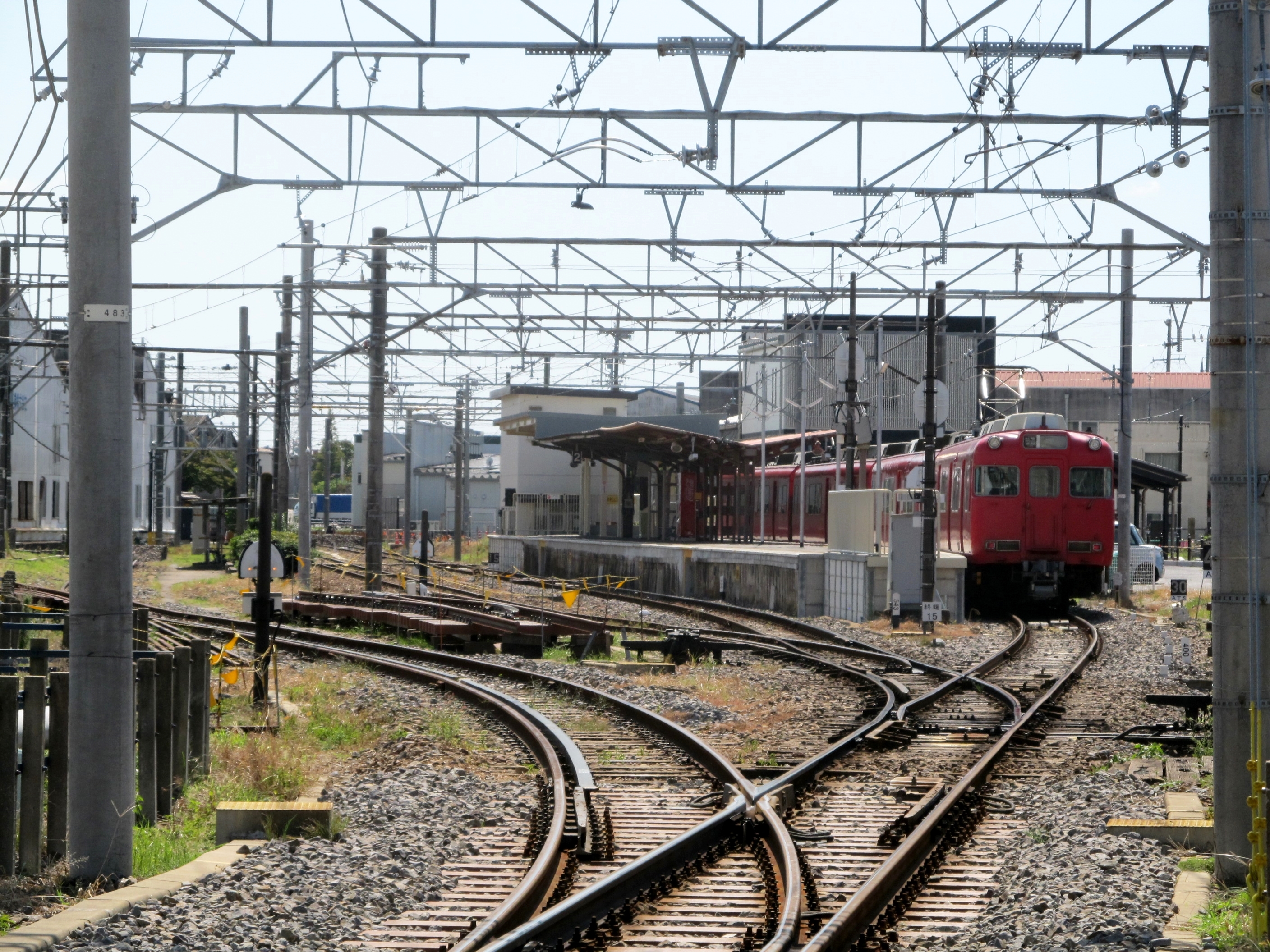
Ansicht von Norden
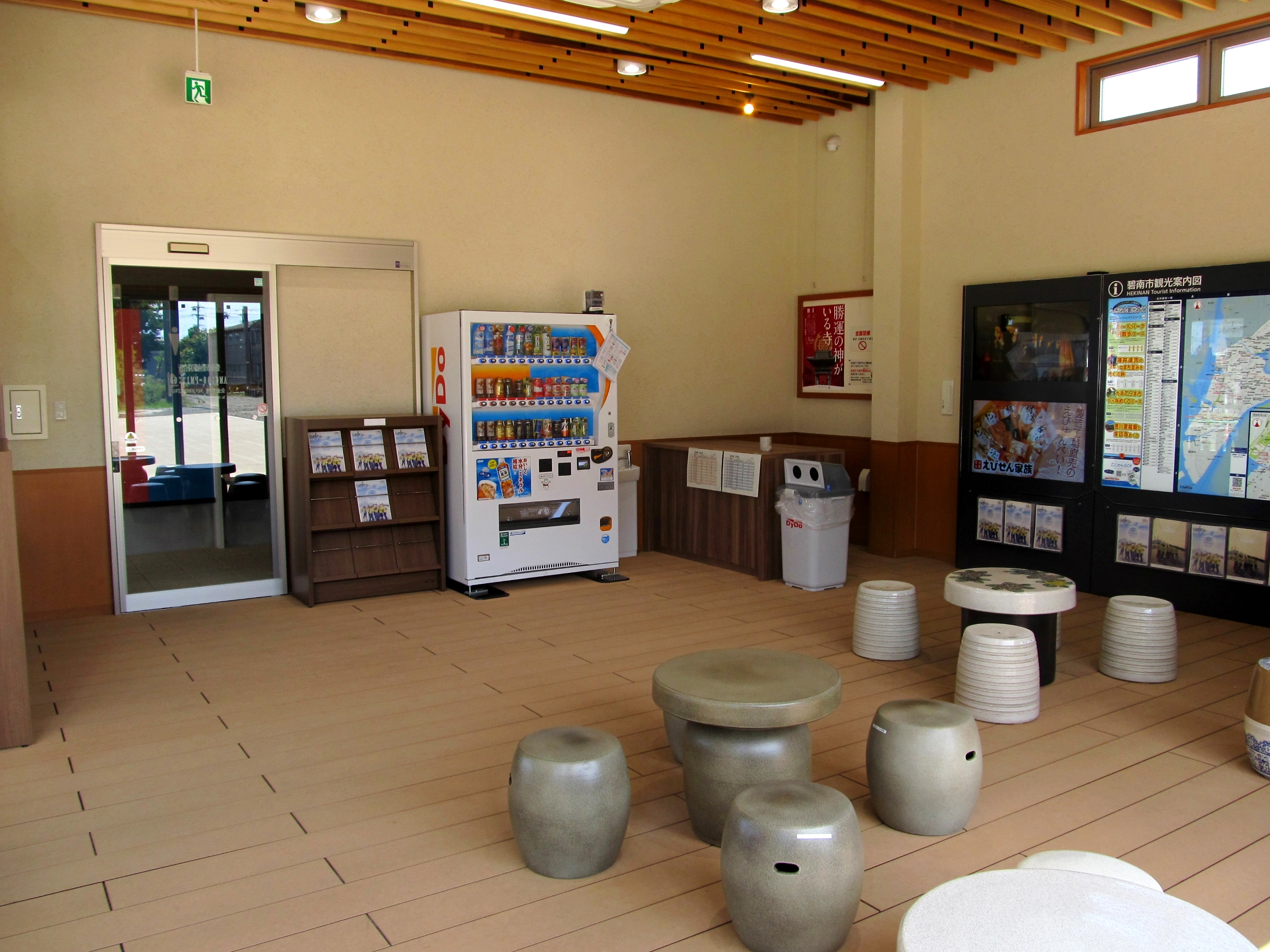
Wartesaal
Gleisplan
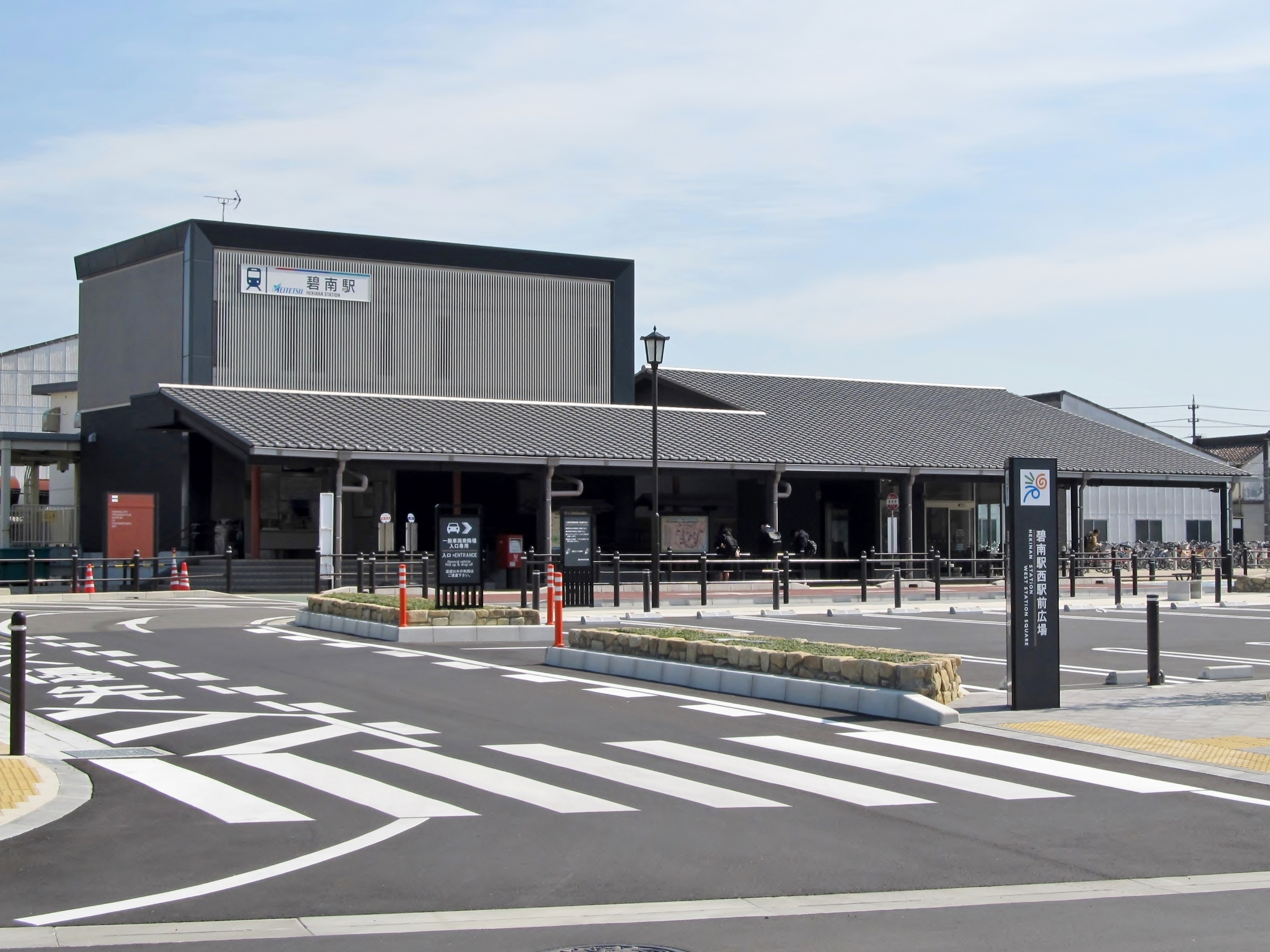
Bahnhofsgebäude

## Linien
| Verlauf der Meitetsu Mikawa-Linie |
| --- |
| Sanage • Hiratobashi • Koshido • Umetsubo • Toyotashi • Uwa Goromo • Tsuchihashi • Takemura • Wakabayashi • Mikawa Yatsuhashi • Mikawa Chiryū • Chiryū • Shigehara • Kariya • Kariyashi • Ogakie • Yoshihama • Mikawa Takahama • Takahama-minato • Kita-Shinkawa • Shinkawa-machi • Hekinan-chūō • Hekinan |

## Geschichte

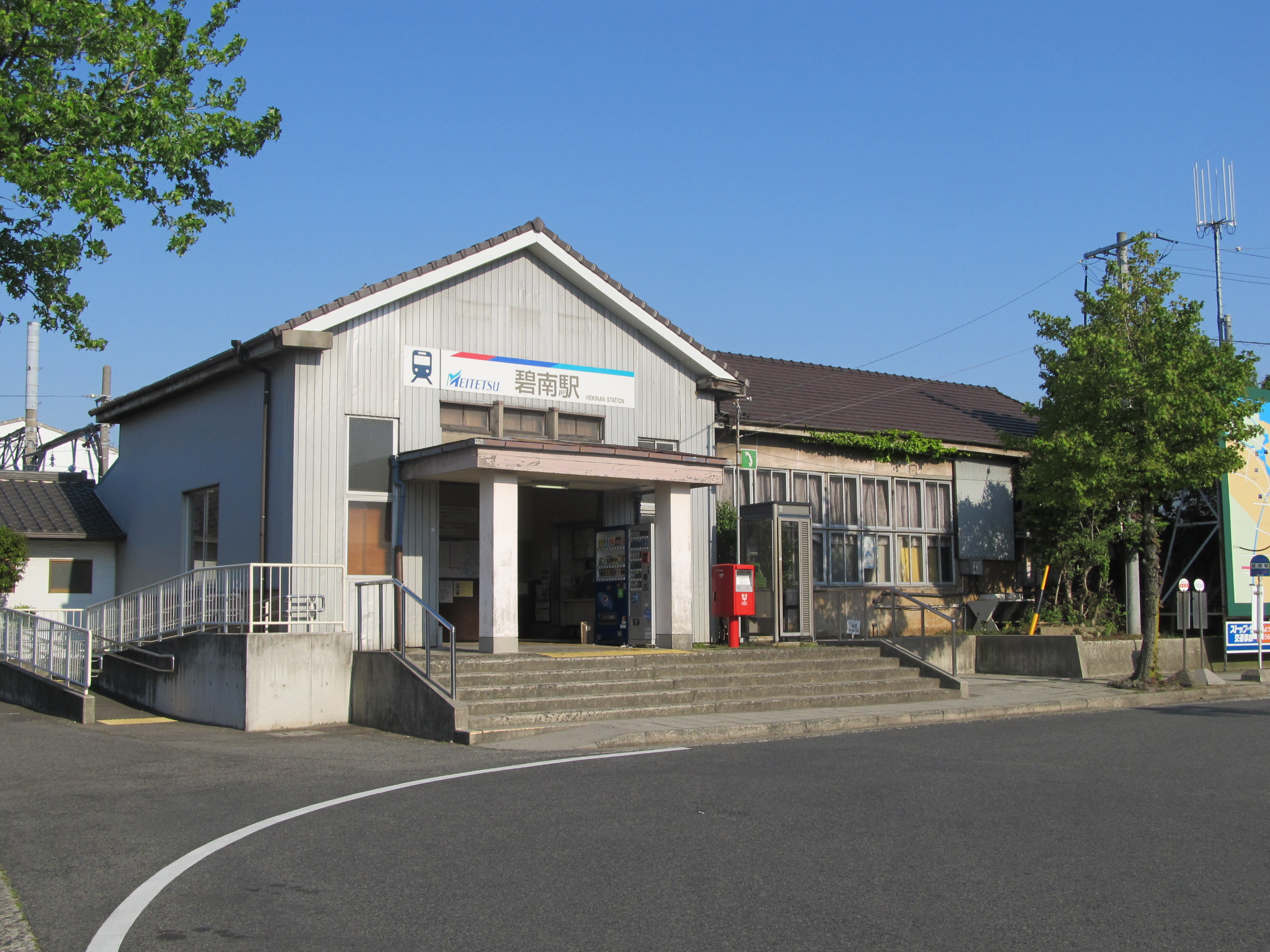
Empfangsgebäude der zweiten Generation (1947–2019)

Am 5. Februar 1914 eröffnete die Bahngesellschaft Mikawa Tetsudō den Bahnhof unter dem Namen Ōhamakō (大浜港), zusammen mit dem von Kariya hierher führenden Abschnitt der später so bezeichneten Mikawa-Linie. Dadurch bestand in Kariya Anschluss an die Tōkaidō-Hauptlinie. Am 29. November 1915 folgte der kurze Abschnitt nach Ōhamaguchi. Ein halbes Jahr nachdem die Strecke elektrifiziert worden war, wurde sie am 1. September 1926 nach Matsukijima verlängert und erreichte schließlich zwei Jahre später Kira Yoshida; ebenso war Ōhamakō nun ein Trennungsbahnhof geworden. Das Tōnankai-Erdbeben vom 7. Dezember 1944 beschädigte das Empfangsgebäude, ein Wiederaufbau unterblieb jedoch wegen der Auswirkungen des Pazifikkriegs.
Am 1. August 1946 erfolgte die Stilllegung der kurzen Zweigstrecke nach Ōhamaguchi, rund ein Jahr später war der Neubau des Empfangsgebäudes abgeschlossen. Die Meitetsu benannte den Bahnhof am 1. April 1954 in Hekinan um und stellte am 25. Mai 1977 den Güterverkehr ein. Als Sparmaßnahme setzte die Meitetsu ab 1. Juli 1990 auf dem Teilstück zwischen Hekinan und Kira Yoshida Einzel-Dieseltriebwagen im Einmannbetrieb ein und entfernte dort anschließend die Oberleitung. Da das Teilstück aufgrund der Landflucht weiter stark defizitär war und in hohem Maße quersubventioniert werden musste, wurde es am 1. April 2004 stillgelegt und durch eine Buslinie ersetzt. Seit August 2005 ist der Bahnhof nicht mehr mit Personal besetzt, seit März 2019 verfügt er über ein neues Empfangsgebäude.